# TER Champagne-Ardenne

Streckennetz

Der TER Champagne-Ardenne war ein französisches Verkehrsunternehmen und Netzbetreiber für die vier Départements in der ehemaligen Region Champagne-Ardenne: Ardennes (08), Aube (10), Marne (51) sowie Haute-Marne (52). Gemeinsame Betreiber waren die Regionalverwaltung und die französische Staatsbahn SNCF. Sie stellten die Transportleistungen im Personenverkehr auf der Schiene und in Bussen zur Verfügung, entschieden über die Tarifstruktur und waren für den Takt sowie die Kapazitätsbemessung zuständig.
Wie auch in den anderen Regionen begann die Arbeit des „TER Champagne-Ardenne“ im Januar 2002. Für die Modernisierung der Eisenbahn-Infrastruktur wurden für die Zeit von 2000 bis 2010 insgesamt 240 Mio. Euro bereitgestellt. Zu Beginn betrug das Durchschnittsalter des Wagenparks 32 Jahre. Bis zum Jahr 2010 sollten im Einsatz sein:
- 8 „Autorails“ X 73500, die seit 2002 rund um Reims und im Département Haute-Marne mit bis zu 140 km/h im Einsatz sind. Sie bieten 82 Sitzplätze
- 23 modernisierte Corail-Wagengarnituren mit bis zu 160 km/h Spitzenleistung, im Einsatz auf der Linie Reims–Dijon. Darin finden 300 Reisende Sitzplätze, der Antrieb erfolgt per Diesellokomotive vom Type CC72100.
- 28 „Corail“-Wagen mit Einsatzschwerpunkt Marnetal (Paris–Château-Thierry / Dormans / Epernay / Châlons-en-Champagne / Vitry-le-François / Saint-Dizier / Bar-le-Duc) ebenfalls mit einer Höchstgeschwindigkeit von 160 km/h mit 600 Sitzplätzen und gezogen von Elektrolokomotiven vom Type BB15000.
- 23 „Autorail à grande capacité“ (AGC) von Bombardier Transportation mit Dieselantrieb (X 76500), 13 AGC (Z 27500) elektrisch betrieben und 8 AGC mit Dualantrieb (B 82500) die zwischen Herbst 2006 und Frühjahr 2010 in Dienst gestellt werden; Spitzenleistung ebenfalls 160 km/h. 36 dieser neuen züge bieten 174 Sitzplätze, acht 210.

Modernisiert wurden 23 CORAIL-Züge, die auf der Achse Dijon–Reims im Einsatz waren sowie zwei Z 11.500 (Z2), die auf den beiden Strecken Reims–Nancy und Charleville-Mézières–Longwy eingesetzt wurden. Die Instandhaltung aller Wagen erfolgte im Betriebswerk Épernay.
Die Region Champagne-Ardenne zählte 79 Bahnhöfe und Haltepunkte. Auf einer Gesamtfläche von 25.600 km² wurden so pro Zughalt 324 km² versorgt. Dies war eine der schlechtesten Flächenversorgungen in Frankreich (zum Vergleich: Im Elsass fand sich ein Bahnhof oder Haltepunkt auf 68 km²). Die Achse Paris–Basel, die innerhalb von Champagne-Ardenne von der Linie 4 bedient wurde, wurde elektrifiziert.
Infolge der Neuordnung der französischen Regionen ging der TER Champagne-Ardenne 2017 im TER Grand Est auf.